# 無建制育空
無建制育空是加拿大育空地區占地最廣的無建制地區，同時亦爲當地最大的行政區劃，佔地為全區的98.1%。無建制育空同時是加拿大人口普查當中的統計單位。

## 人口
根據2011年加拿大人口普查的統計數據，此地人口為1,688，比2006年增長31.3%。不過，其後加拿大統計局更正了2011年的人口數據為1,495人，比2006年數據相比增長16.3%， 人口密度為0.0032115/平方公里。